# 網絡信息內容生態治理規定
《網絡信息內容生態治理規定》是一條中華人民共和國在2020年3月1日起實施的法規。法規規定了服務平台及內容創作者合法發表言論的範圍，同時亦鼓勵他們創作符合中國官方價值觀的內容，另外亦嚴禁網絡暴力、人肉搜索及操縱帳號等行為。有媒體稱這規定為是中國迄今推出的最為全面、最為嚴厲的網絡審查和信息控制舉措之一。

## 背景及起因
雖然中华人民共和国宪法包括了言論及出版自由等人權保障，中國共產黨第十八次全國代表大會亦指出将「人权得到切实尊重和保障」作为「全面建成小康社会」的重要目标，但隨著歷年來《互联网直播服务管理规定》、《互联网新闻信息服务管理规定》、《微博客信息服务管理规定》、《网络音视频信息服务管理规定》等法規的出台，言論的空間被一步步地受到管制。這些法規中往往提及把握「正确舆论导向」、「积极健康的网络文化」等與意味含蓄、與價值觀相關的要求。在最近期推出的《网络音视频信息服务管理规定》的要求則相對上較明確及嚴格，其列明禁止傳播「危害政治安全和社会稳定、网络谣言」的內容。
《網絡信息內容生態治理規定》（下稱《規定》）實施的時候，適逢正值於2019冠狀病毒病疫情中，在疫情流行其間中國政府多次提及「舆情引导」的重要性。2020年1月20日，中共中央总书记习近平对新型冠狀病毒肺炎事件作出指示，要求加强舆论引导，加强有关政策措施宣传解读工作，坚决维护社会大局稳定。2020年2月24日，北京召开「统筹推进全国公安机关新冠肺炎疫情防控和维护国家政治安全社会稳定工作部署会议」。國務委員兼公安部長趙克志更發文章指防疫工作要「始终把维护政治安全放在首位，严密防范、坚决打击境内外敌对势力借疫情进行的各种捣乱破坏活动，及时发现处置各类网上谣言和有害信息，坚决捍卫国家政治安全」。
《規定》提及其目的是「培育和践行社会主义核心价值观」，「以网络信息内容为主要治理对象」，「建立健全网络综合治理体系、营造清朗的网络空间、建设良好的网络生态」。國家互聯網信息辦公室發表的「解讀」文章指出，《規定》的制定是反映中國共產黨第十九屆中央委員會第四次全體會議提出的「建立健全网络综合治理体系，加强和创新互联网内容建设，落实互联网企业信息管理主体责任，全面提高网络治理能力，营造清朗的网络空间」的要求，並引用中共中央总书记习近平「网络空间乌烟瘴气、生态恶化，不符合人民利益」的言論，認為《規定》符合「以人民为中心」的发展理念。

## 規例內容
與過去国家互联网信息办公室制定的規例相比，這次《網絡信息內容生態治理規定》的要求比以往更具針對性及嚴格。對於一直存在的內容平台自我審查情況，《規定》亦將往日的「要求自律」升級至明文規定。
《規定》要求網絡內容創作者「不得」製作、複製、發布下列內容：
- 反對憲法所确定的基本原則的；
- 危害國家安全，洩露國家秘密，颠覆國家政權，破壞國家統一的；
- 損害國家榮譽和利益的；
- 歪曲、醜化、亵渎、否定英雄烈士事迹和精神，以侮辱、诽謗或者其他方式侵害英雄烈士的姓名、肖像、名譽、榮譽的；
- 宣揚恐怖主義、極端主義或者煽動實施恐怖活動、極端主義活動的；
- 煽動民族仇恨、民族歧視，破壞民族團結的；
- 破壞國家宗教政策，宣揚邪教和封建迷信的；
- 散布謠言，擾亂經濟秩序和社會秩序的；
- 散布淫穢、色情、賭博、暴力、兇殺、恐怖或者教唆犯罪的；
- 侮辱或者诽謗他人，侵害他人名譽、隐私和其他合法權益的；
- 法律、行政法規禁止的其他内容。

《規定》要求內容平台「防範和抵制」下列內容：
- 使用誇張标題，内容與标題嚴重不符的；
- 炒作绯聞、醜聞、劣迹等的；
- 不當評述自然災害、重大事故等災難的；
- 帶有性暗示、性挑逗等易使人産生性聯想的；
- 展現血腥、驚悚、殘忍等緻人身心不适的；
- 煽動人群歧視、地域歧視等的；
- 宣揚低俗、庸俗、媚俗内容的；
- 可能引發未成年人模仿不安全行爲和違反社會公德行爲、誘導未成年人不良嗜好等的；
- 其他對網絡生态造成不良影響的内容。

《規定》鼓勵網絡內容創作者製作、複製、發布下列內容：
- 宣傳習近平新時代中國特色社會主義思想，全面準確生動解讀中國特色社會主義道路、理論、制度、文化的；
- 宣傳黨的理論路線方針政策和中央重大決策部署的；
- 展示經濟社會發展亮點，反映人民群眾偉大奮鬥和火熱生活的；
- 弘揚社會主義核心價值觀，宣傳優秀道德文化和時代精神，充分展現中華民族昂揚向上精神風貌的；
- 有效回應社會關切，解疑釋惑，析事明理，有助於引導群眾形成共識的；
- 有助於提高中華文化國際影響力，向世界展現真實立體全面的中國的；
- 其他講品味講格調講責任、謳歌真善美、促進團結穩定等的內容。

《規定》指出，網絡信息內容服務平台應當建立網絡信息內容生態治理機制，健全信息發布審核、跟帖評論審核、實時巡查、應急處置和網絡謠言等制度，又指若發現違法信息，應依法立即採取處置措施，保存有關記錄，並向有關主管部門報告。新規定亦提出應當建立用戶帳號信用管理制度，根據用戶帳號的信用情況提供相應服務。

## 外部連結
- 《網絡信息內容生態治理規定》全文 （页面存档备份，存于）
- 《网络信息内容生态治理规定》征求意见稿与发布稿对照 （页面存档备份，存于）